# Gérard Genette
Gérard Genette (París, 7 de junio de 1930-11 de mayo de 2018) fue un escritor, crítico y teórico literario francés, uno de los creadores de la narratología.

## Trayectoria
Tras estudiar Letras, fue alumno de la Escuela Normal Superior y agregado de letras. Coincidió en Mans con Jacques Derrida. Ya en 1967, fue nombrado profesor de Literatura francesa en la Sorbona. Más tarde, Genette fue director de estudios de la Escuela Práctica de Altos Estudios, en París. Fue, también, codirector de la revista Poétique, fundada por él mismo —si cabe añadir— y de la colección de ese mismo nombre, publicaciones que han hecho mucho por renovar de raíz la crítica literaria.
Genette partió del estructuralismo, y se le asoció a ese movimiento impulsado por figuras como Roland Barthes y Claude Lévi-Strauss, del cual adoptó el concepto de bricolaje. Poco a poco, llegó a construir una interpretación propia de la poética y de la literatura fundamentada en la intertextualidad. Como crítico desempeña un papel fundamental en el avance de los estudios formales sobre la literariedad y es uno de los representantes más destacados de la Nouvelle Critique. Es una figura capital en la reintroducción en la crítica del vocabulario retórico, que hacia 1967 había sido del todo relegado, más allá de 'tropo', 'metonimia', que tanto han sido empleados por él.
A través de numerosos ensayos, ha estudiado el texto, los aspectos de su lenguaje, morfología, orígenes y mecanismos constitutivos. En los tres tomos de Figures (1966-1972), que le consagran, explora los distintos aspectos de una verdadera ciencia de la narrativa que él denomina «Narratología». También trata sobre el problema de la clasificación de los géneros literarios en Introduction à l'architexte (1979), y sobre las relaciones de los textos con ellos mismos y con los demás textos, la llamada intertextualidad, en Palimpsestes, la littérature au second degré (Palimpsestos, la literatura en segundo grado), 1982. Con Seuils (1987), Genette se interesa por el entorno del texto en forma de libro y todo lo que lo acompaña y hace existir en tanto que objeto accesible o paratexto: así pues, se centra en la presentación editorial y los diversos textos de comentario. 
En otros aspectos —como el político—, Genette fue miembro del grupo Socialismo o barbarie. Su influjo internacional no ha sido tan grande como otras figuras del estructuralismo; y su obra, se discute académicamente más bien en antologías o en escritos que analizan categorías literarias. Pero el conjunto de los libros de Genette ha conocido un éxito llamativo, porque ha sabido encontrar un tono particular, mezcla de duda y saber, de erudición y humor, y sin excluir nunca profundidad de análisis e intención crítica.
En su abecedario irónico de 2006, "Bardadrac" (palabra inventada por una amiga suya para designar el revoltijo de su bolso) incorpora de todo: reflexiones sobre la sociedad y sus estereotipos; recuerdos de infancia y juventud (comprometida en política); evocación de grandes figuras intelectuales, como Roland Barthes o Jorge Luis Borges; ciudades, ríos, mujeres, música de todo tipo; consideraciones sobre literatura y lenguaje, sobre todo en sus codificaciones más difundidas y distorsionadas.
Sus libros han sido publicados, en París, por las Éditions du Seuil.

## Obras
- Figures I, 1966; son estudios, entre 1959 y 1965, que parten de escritores barrocos, y luego de Flaubert, Valéry, Proust, Borges, Robbe-Grillet.
- Figures II, 1969; estudios sobre La Fayette, Balzac, Stendhal o Proust
- Figures III, 1972; muy centrado en Proust. >> Trad.: Figuras III, Lumen, 1989.
- Mimologiques: voyage en Cratylie, 1976. >> Trad.: Mimológicas, Luis Porcel, 1980.
- Introduction à l'architexte, 1979.
- Palimpsestes: La littérature au second degré, 1982. >> Trad.: Palimpsestos: la literatura en segundo grado, Taurus, 1989.[2]
- Nouveau discours du récit, 1983. >> Trad.: Nuevo discurso del relato, Cátedra, 1998.
- Seuils, 1987. >> Trad.: Umbrales, Siglo XXI, 2001.
- Fiction et diction, 1991. >> Trad.: Ficción y dicción, Lumen, 1993.
- L'Œuvre de l'art, 1: Immanence et transcendance, 1994. >> Trad.: La obra de arte, inmanencia y trascendencia, Lumen, 1997.
- L'Œuvre de l'art, 2: La relation esthétique, 1997.
- Figures IV, 1999.
- Figures V, 2002.
- Métalepse: De la figure à la fiction, 2004. >>Trad.: Metalepsis, de la figura a la ficción, Reverso, 2006.
- Bardadrac, 2006, escritos personales, fragmentarios.
- Discours du récit, Points, 2007.
- Codicille, 2009, fragmentos que prosiguen en su línea Bardadrac.
- Apostille, 2012, donde concluye su trilogía de pensamientos fragmentarios.